# Lasioglossum nupricola
Lasioglossum nupricola är en biart som beskrevs av Sakagami 1988. Lasioglossum nupricola ingår i släktet smalbin, och familjen vägbin. Inga underarter finns listade i Catalogue of Life.